# Koźmin Wielkopolski
Koźmin Wielkopolski é um município da Polônia, na voivodia da Grande Polônia e no condado de Krotoszyn. Estende-se por uma área de 5,89 km², com 6 604 habitantes, segundo os censos de 2016, com uma densidade de 1121,2 hab/km².